# Muer
Muer is een bestuurslaag in het regentschap Sumbawa van de provincie West-Nusa Tenggara, Indonesië. Muer telt 3073 inwoners (volkstelling 2010).